# 沙岭战斗
沙岭战斗，是1946年2月11日国军新六军新二十二师第六十六团2个营及师机炮营、教导营共2000余人占领辽宁省盘山县沙岭村。东北民主联军第三纵队六个团的优势兵力攻歼沙岭之敌。

## 战前部署
国军在沙岭村、七台子、马家店布防，构成三角之势。

## 战斗经过
2月16日17时，战斗打响。东北民主联军第三纵队第十一师第三十一团进攻沙岭村东北高地，于次日拂晓前占领了高地。
2月16日19时，东北民主联军第三纵队第十师第二十八团在村西南发起进攻，一夜攻击未成功。
2月16日黄昏后，东北民主联军第三纵队第十师第二十九团包围马家店，一夜攻击无进展。
16日东北民主联军第三纵队第十一师第三十二团在七台子北担任警戒，歼灭国军一个连的警戒分队。
2月17日拂晓，东北民主联军第三纵队撤出。
2月17日晚22时，东北民主联军第三纵队发起总攻，战至2月18日白天，3个团向村内突破。 仍未能攻克。
2月19日，东北民主联军第三纵队撤出战斗，国军也撤回盘山。
沙岭战役历时两昼三夜，国军傷亡674名，东北民主联军伤亡2157人。